# سفارة الجزائر في قطر
سفارة الجزائر في قطر هي بعثة دبلوماسية جزائرية لدى قطر تقع في العاصمة الدوحة وهي تهدف لتعزيز المصالح الجزائرية في قطر.

## قائمة المراجع
1. ↑  www.mae.gov.dz https://web.archive.org/web/20190325213736/http://www.mae.gov.dz/Annuaire_15.aspx. مؤرشف من الأصل في 2019-03-25. اطلع عليه بتاريخ 2019-10-25. {{استشهاد ويب}}: الوسيط |title= غير موجود أو فارغ (مساعدة)
2. ↑  "قطر توافق على تعيين سفير الجزائر الجديد لديها". النهار أونلاين. 15 سبتمبر 2019. مؤرشف من الأصل في 2019-09-22. اطلع عليه بتاريخ 2019-10-25.
3. ↑  "سفير الجزائر بقطر يثير غضب الجالية بسبب الانتخابات". الطريق نيوز. 24 فبراير 2019. مؤرشف من الأصل في 2019-12-08. اطلع عليه بتاريخ 2019-10-25.